# Прогноевск
Прогно́евск — бывший запорожский казацкий город, административный центр Прогноевской паланки.
В Прогноевске стоял передовой запорожский пост, наблюдавший за движением крымских татар в Крымском ханстве и турок в Очакове и охранявший всех посланников, солепромышленников, и купцов, которые ехали через южную окраину запорожских вольностей в Очаков, Прогний и Крым.
Прогноевск был расположен возле современного села Геройское Херсонской области.